# Война за Кото
Война за Кото (исп. Guerra de Coto) — пограничная война между Коста-Рикой и Панамой, проходившая с 20 февраля по 5 марта 1921 года.
Боевые действия начались после того, как коста-риканский экспедиционный корпус во главе с полковником Эктором Суньигой Морой занял город Пуэбло-Нуэво-де-Кото на берегу одноимённой реки, входивший в округ Аланье панамской провинции Чирики. Вторжение было формально оправдано тем, что в этом месте не существовало какой-либо официальной границы между Коста-Рикой и Панамой.

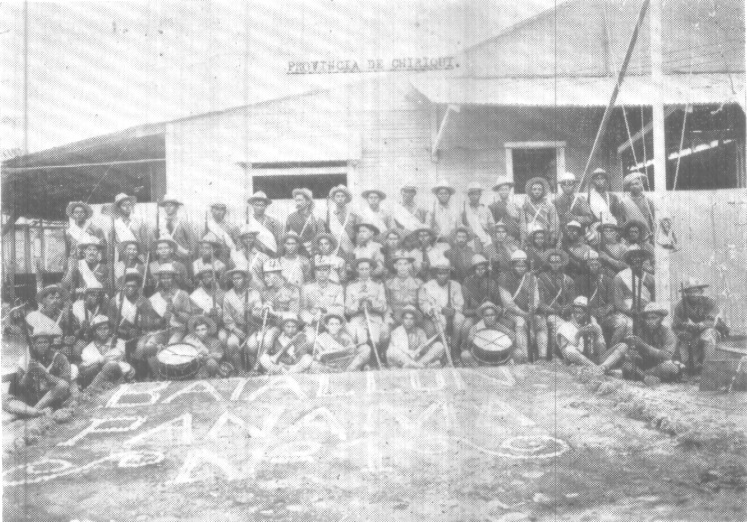
Солдаты панамского 1-го батальона

Это вторжение послужило толчком к развитию мощного национального движения как в Коста-Рике, так и в Панаме. В Сан-Хосе, столице Коста-Рики, и остальной части страны организовывались отряды регулярных войск и добровольцев для защиты от возможного наступления войск Панамы. В Панаме, особенно в провинции Чирики, имели место похожие мероприятия по защите от дальнейшего коста-риканского вторжения.

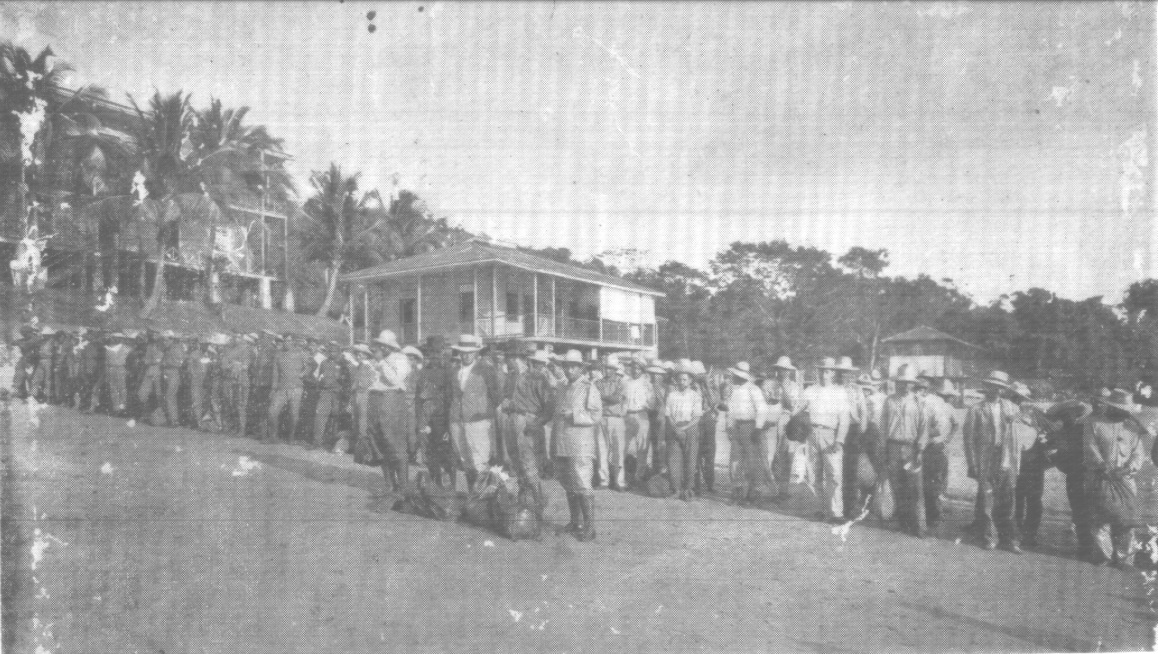
Коста-риканские солдаты, захваченные в плен

Война велась в двух отдельных местах. Первое место было в Пуэбло-Нуэво-де-Кото и вокруг реки Кото на побережье Тихого океана. В этом районе коста-риканские силы потерпели поражение. Второе место было в направлении побережья Атлантического океана, к западу от провинции Бокас-дель-Торо, хотя и без крупных столкновений, коста-риканцы одержали победу.
Хотя панамские войска в итоге одержали победу в военных столкновениях (несмотря на целый ряд крупных коста-риканских успехов), Панама была вынуждена уступить Кото и территорию к западу от реки Сиксаола Коста-Рике под давлением со стороны США, защищавших интересы своих банановых компаний и принявших решительные меры по прекращению конфликта, хотя всё местное население в данном районе, около тысячи жителей, этнически принадлежало к панамцам. Вместе с тем Коста-Рика была принуждена возвратить Панаме оккупированный Бокас-дель-Торо.
Итог этого конфликта является примером вмешательства США в центральноамериканские дела с целью защиты своих интересов, что неоднократно случалось на протяжении XX века. Окончательно граница между двумя странами была установлена после заключения мирного договора Ариаса-Кальдерона в 1941 году.